# Ворожбянський завод металоконструкцій
Ворожбянський завод металоконструкцій — промислове підприємство у місті Ворожба Сумській області, що припинило виробничу діяльність.

## Історія
Підприємство було створено відповідно до шостого п'ятирічного плану розвитку народного господарства СРСР і введено в дію в 1955 році.
Завод спеціалізувався на виробництві металовиробів різного призначення, тут випускали деталі та вузли для ліній електропередач та контактної мережі електрифікованих залізниць, оснащення та обладнання для виробництва залізобетонних виробів, форми для виробництва модульних огорож та фасонних виробів з бетону, захисно-декоративні корпуси для приладів та обладнання, а також будівельні металоконструкції (в тому числі, сталеву арматуру та великогабаритні збірні конструкції).
Крім того, в 1956 році завод освоїв виробництво складаного металевого мосту для мостоукладачів.
У 1986 році завод збільшив обсяги виробництва товарів народного споживання та металовиробів господарсько-побутового призначення.
За радянських часів завод входив до підприємств союзного підпорядкування і був одним із провідних підприємств міста Ворожба.
Після проголошення незалежності України державне підприємство було перетворено на відкрите акціонерне товариство. В умовах економічної кризи 1990-х років обсяги виробництва скоротилися, на початку 2000-х років завод був приватизований і перетворений на закрите акціонерне товариство Максим Новіков, Олександр Завадський.
Економічна криза, що почалася у 2008 році ускладнив становище підприємства (за обсягом невиплаченої заробітної плати до кінця жовтня 2010 року, що увійшов до числа 8 найбільших підприємств-боржників серед усіх 85 економічно активних промислових підприємств Сумської області), у 2013 році щодо заводу було розпочато процедуру банкрутства.
Станом на 2016 рік, завод вже не функціонував.